# Sint-Joriskerk op de Wawel
De Sint-Joriskerk op de Wawel (Pools: Kościół św. Jerzego na Wawelu) was een romaanse en later gotische kerk op de Wawelheuvel in de Poolse stad Krakau. Het bouwwerk is een beschermd architectonisch monument.

## Geschiedenis
De oorspronkelijke kerk zou volgens de middeleeuwse geschiedschrijving door Mieszko I van Polen zijn gesticht en was vermoedelijk van hout. De latere stenen romaanse kerk is in 1243 door Koenraad I van Mazovië ingewijd en was in de 13e eeuw eigendom van de benedictijnen uit Tyniec.
Het bouwwerk is in 1346 door Casimir III van Polen in de gotiekstijl herbouwd en werd in 1365 een kapittelkerk.
De kerk is uiteindelijk in 1803 door de Oostenrijkers gesloopt en een deel van haar inboedel kwam in de Sint-Norbertuskerk te staan.

## Architectuur
De kerk, gebouwd van kalksteen, had een rechthoekige koor en door steunberen versterkte muren. De sacristie grensde aan de zuidelijke kant van het bouwwerk.